# Pavetta multiflora
Pavetta multiflora là một loài thực vật có hoa trong họ Thiến thảo. Loài này được (Koord. & Valeton) Bremek. mô tả khoa học đầu tiên năm 1934.